# Macgregor Kilpatrick Trophy
Il Macgregor Kilpatrick Trophy è un premio annuale della American Hockey League che viene assegnato alla squadra che ottiene il maggior numero di punti al termine della stagione regolare. Il trofeo possiede questo nome poiché è intitolato alla memoria di Macgregor Kilpatrick, dirigente storico della AHL.
Il trofeo fu presentato per la prima volta al termine della stagione 1997-98. A partire dalla stagione 1952-53 fino a quella 1960-61, con l'aggiunta della stagione 1976-77, la squadra con il maggior numero di punti al termine della stagione regolare veniva premiata con il F. G. "Teddy" Oke Trophy.

## Vincitori
| Vittorie | Squadra              |
| -------- | -------------------- |
| 3        | Providence Bruins    |
| 2        | Hershey Bears        |
| 1        | Toronto Marlies      |
| 1        | Manchester Monarchs  |
| 1        | Texas Stars          |
| 1        | Norfolk Admirals     |
| 1        | WBS Penguins         |
| 1        | Manitoba Moose       |
| 1        | G. Rapids Griffins   |
| 1        | Rochester Americans  |
| 1        | Milwaukee Admirals   |
| 1        | Hamilton Bulldogs    |
| 1        | Bridgeport S. Tigers |
| 1        | Worcester IceCats    |
| 1        | Hartford Wolf Pack   |
| 1        | Phila. Phantoms      |

| Stagione  | Squadra              | Punti | Risultato nei playoff            |
| --------- | -------------------- | ----- | -------------------------------- |
| 1997-98   | Phila. Phantoms      | 106   | Vittoria della Calder Cup        |
| 1998-99   | Providence Bruins    | 120   | Vittoria della Calder Cup        |
| 1999-2000 | Hartford Wolf Pack   | 107   | Vittoria della Calder Cup        |
| 2000-01   | Worcester IceCats    | 108   | Persa finale di Division (PRO)   |
| 2001-02   | Bridgeport S. Tigers | 98    | Persa finale Calder Cup (CHI)    |
| 2002-03   | Hamilton Bulldogs    | 110   | Persa finale Calder Cup (HOU)    |
| 2003-04   | Milwaukee Admirals   | 102   | Vittoria della Calder Cup        |
| 2004-05   | Rochester Americans  | 112   | Persa finale di Division (MTB)   |
| 2005-06   | G. Rapids Griffins   | 115   | Persa finale di Conference (MIL) |
| 2006-07   | Hershey Bears        | 114   | Persa finale Calder Cup (HAM)    |
| 2007-08   | Providence Bruins    | 117   | Persa finale di Division (POR)   |
| 2008-09   | Manitoba Moose       | 107   | Persa finale Calder Cup (HER)    |
| 2009-10   | Hershey Bears        | 123   | Vittoria della Calder Cup        |
| 2010-11   | WBS Penguins         | 117   | Persa finale di Division (CHA)   |
| 2011-12   | Norfolk Admirals     | 113   | Vittoria della Calder Cup        |
| 2012-13   | Providence Bruins    | 105   | Persa finale di Division (WBS)   |
| 2013-14   | Texas Stars          | 106   | Vittoria della Calder Cup        |
| 2014-15   | Manchester Monarchs  | 109   | Vittoria della Calder Cup        |
| 2015-16   | Toronto Marlies      | 114   | Persa finale di Conference (HER) |

## Prima del trofeo
Questo è un elenco delle squadre della American Hockey League che hanno terminato la stagione regolare con il maggior numero di punti prima dell'istituzione del Macgregor Kilpatrick Trophy. A partire dalla stagione 1952-53 fino a quella 1960-61, con l'aggiunta della stagione 1976-77, la squadra con il maggior numero di punti al termine della stagione regolare veniva premiata con il F. G. "Teddy" Oke Trophy.
| Stagione | Squadra                | Punti | Risultato nei playoff           |
| -------- | ---------------------- | ----- | ------------------------------- |
| 1936-37  | Philadelphia Ramblers  | 60    | Persa finale Calder Cup (SYR)   |
| 1937-38  | Cleveland Barons       | 61    | Persa finale di Division (SYR)  |
| 1938-39  | Philadelphia Ramblers  | 69    | Persa finale Calder Cup (CLE)   |
| 1939-40  | Providence Reds        | 62    | Vittoria della Calder Cup       |
| 1940-41  | Providence Reds        | 66    | Persa semifinale Division (CLE) |
| 1941-42  | Indianapolis Capitals  | 75    | Vittoria della Calder Cup       |
| 1942-43  | Hershey Bears          | 78    | Persa semifinale Division (BUF) |
| 1943-44  | Cleveland Barons       | 73    | Persa finale Calder Cup (BUF)   |
| 1944-45  | Cleveland Barons       | 78    | Vittoria della Calder Cup       |
| 1945-46  | Buffalo Bisons         | 84    | Vittoria della Calder Cup       |
| 1946-47  | Cleveland Barons       | 84    | Persa semifinale Division (HER) |
| 1947-48  | Cleveland Barons       | 98    | Vittoria della Calder Cup       |
| 1948-49  | Providence Reds        | 94    | Vittoria della Calder Cup       |
| 1949-50  | Cleveland Barons       | 100   | Persa finale Calder Cup (IND)   |
| 1950-51  | Cleveland Barons       | 93    | Vittoria della Calder Cup       |
| 1951-52  | Pittsburgh Hornets     | 95    | Vittoria della Calder Cup       |
| 1952-53  | Cleveland Barons       | 86    | Vittoria della Calder Cup       |
| 1953-54  | Buffalo Bisons         | 85    | Persa semifinale Lega (CLE)     |
| 1954-55  | Pittsburgh Hornets     | 70    | Vittoria della Calder Cup       |
| 1955-56  | Providence Reds        | 92    | Vittoria della Calder Cup       |
| 1956-57  | Providence Reds        | 76    | Persa semifinale Lega (RCH)     |
| 1957-58  | Hershey Bears          | 85    | Vittoria della Calder Cup       |
| 1958-59  | Buffalo Bisons         | 80    | Persa finale Calder Cup (HER)   |
| 1959-60  | Springfield Indians    | 92    | Vittoria della Calder Cup       |
| 1960-61  | Springfield Indians    | 99    | Vittoria della Calder Cup       |
| 1961-62  | Springfield Indians    | 93    | Vittoria della Calder Cup       |
| 1962-63  | Buffalo Bisons         | 89    | Vittoria della Calder Cup       |
| 1963-64  | Quebec Aces            | 83    | Persa finale Calder Cup (CLE)   |
| 1964-65  | Rochester Americans    | 99    | Vittoria della Calder Cup       |
| 1965-66  | Quebec Aces            | 98    | Persa semifinale Division (RCH) |
| 1966-67  | Pittsburgh Hornets     | 92    | Vittoria della Calder Cup       |
| 1967-68  | Rochester Americans    | 85    | Vittoria della Calder Cup       |
| 1968-69  | Buffalo Bisons         | 97    | Persa semifinale Division (HER) |
| 1969-70  | Montreal Voyageurs     | 100   | Persa finale di Division        |
| 1970-71  | Baltimore Clippers     | 89    | Persa semifinale Division (PRO) |
| 1971-72  | Boston Braves          | 96    | Persa finale di Division (NSV)  |
| 1972-73  | Cincinnati Swords      | 113   | Vittoria della Calder Cup       |
| 1973-74  | Rochester Americans    | 97    | Persa semifinale Division (NHN) |
| 1974-75  | Providence Reds        | 98    | Persa semifinale Division (SPR) |
| 1975-76  | Nova Scotia Voyageurs  | 104   | Vittoria della Calder Cup       |
| 1976-77  | Nova Scotia Voyageurs  | 110   | Vittoria della Calder Cup       |
| 1977-78  | Maine Mariners         | 95    | Vittoria della Calder Cup       |
| 1978-79  | Maine Mariners         | 103   | Vittoria della Calder Cup       |
| 1979-80  | New Haven Nighthawks   | 101   | Persa finale di Division (HER)  |
| 1980-81  | Hershey Bears          | 103   | Persa finale di Division (ARW)  |
| 1981-82  | New Brunswick Hawks    | 107   | Vittoria della Calder Cup       |
| 1982-83  | Rochester Americans    | 101   | Vittoria della Calder Cup       |
| 1983-84  | Baltimore Skipjacks    | 102   | Persa finale di Division (RCH)  |
| 1984-85  | Binghamton Whalers     | 112   | Persa finale di Division (BAL)  |
| 1985-86  | Hershey Bears          | 99    | Persa finale Calder Cup (ARW)   |
| 1986-87  | Sherbrooke Canadiens   | 102   | Persa finale Calder Cup (RCH)   |
| 1987-88  | Hershey Bears          | 105   | Vittoria della Calder Cup       |
| 1988-89  | Sherbrooke Canadiens   | 103   | Persa semifinale Division (NHN) |
| 1989-90  | Sherbrooke Canadiens   | 102   | Persa finale di Division (SPR)  |
| 1990-91  | Rochester Americans    | 99    | Persa finale Calder Cup (SPR)   |
| 1991-92  | Fredericton Canadiens  | 96    | Persa semifinale Division (MON) |
| 1992-93  | Binghamton Rangers     | 124   | Persa finale di Division (RCH)  |
| 1993-94  | St. John's Maple Leafs | 102   | Persa finale di Division (MON)  |
| 1994-95  | Albany River Rats      | 109   | Vittoria della Calder Cup       |
| 1995-96  | Albany River Rats      | 115   | Persa semifinale Division (COR) |
| 1996-97  | Phila. Phantoms        | 111   | Persa finale di Division (HER)  |